# Creswellien
Objets typiques
Pointes de Cheddar et de Creswell
Le Creswellien aussi connu sous le nom de Magdalénien anglais est une culture du Paléolithique supérieur principalement de l'ouest de la Grande-Bretagne, nommée en 1926 par Dorothy Garrod d'après le site-type de Creswell Crags, dans le Derbyshire. Elle s'étend entre 13 000 et 11 800 ans avant le présent et est suivie par la culture ahrensbourgienne.

## Historique

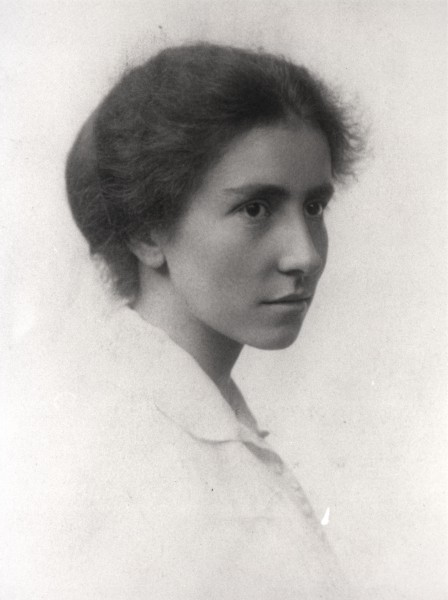
Dorothy Garrod est à l'origine de la définition du Creswellien.

Le Creswellien apparaît pour la première fois en 1926 sous la plume de Dorothy Garrod, dans The Upper Palaeolithic Age in Britain. C'est la première publication académique de celle qui deviendra en 1939 la première femme jamais élue professeur à Oxbridge. C'est aussi la première monographie traitant du Paléolithique supérieur de Grande-Bretagne à l'échelle nationale et elle est restée la seule sur le sujet pendant un demi-siècle. Dans cette étude, Dorothy Garrod est amenée à considérer que la variante britannique de l'industrie magdalénienne s'en différencie suffisamment pour nécessiter un nom spécifique : 

« Je propose à titre d'essai « Creswellien », puisque Creswell Crags est le site où elle se trouve dans la plus grande abondance et diversité. »

— Dorothy Garrod, The Upper Palaeolithic Age in Britain, Oxford, Clarendon Press, 1926, p. 194.
La définition du Creswellien a été précisée depuis lors et se réfère aujourd'hui exclusivement, dans le contexte britannique, à l'industrie de style magdalénien supérieur. Cependant, sa pertinence est mise en question par ceux qui, comme Jacobi et Pettitt, préfèrent absorber le Creswellien dans le Magdalénien supérieur,.

## Caractéristiques
À la fin de la dernière période glaciaire, le sud de l'Angleterre était libre de glace et le niveau des mers plus bas d'environ 100 mètres. Il y a environ 15 000 ans, des populations magdaléniennes ont donc pu migrer du sud vers le nord de la France, la Belgique, le sud de l'Angleterre et la plaine du nord de l'Allemagne. Ensuite se sont formées dans cette dernière région la culture de Hambourg, puis celle de Federmesser, aux Pays-Bas celle de Tjong et en Angleterre le Creswellien. Celui-ci présente des similitudes avec les cultures de Hambourg et de Federmesser et a également des liens avec celle de Tjong, toutes portant l'empreinte du Magdalénien.
Les outils caractéristiques du Creswellien sont les lames trapézoïdales appelées « pointes de Cheddar » et leurs variantes dénommées « pointes de Creswell », ainsi que des lamelles plus petites. Un autre type d'outils est représenté par les grattoirs, faits de longues lames droites. Une technique de préparation spéciale était employée pour pouvoir détacher les lames du nucléus en frappant dans une seule direction, en laissant une « saillie » visible sur la surface de frappe. Les outils étaient fabriqués au moyen d'un percuteur en pierre tendre ou en bois de cervidé.
Ont aussi été découverts en contexte creswellien des objets utilisant d'autres matériaux : ambre de la Baltique, ivoire de mammouth, dents et ossements animaux étaient employés pour fabriquer harpons, alênes, perles et aiguilles. D'inhabituelles baguettes d'ivoire biseautées, appelées sagaies, ont été trouvées à Gough's Cave dans le Somerset et à Kents Cavern dans le Devon (la comparaison des silex de Creswell Crags et de Kents Cavern a conduit certains archéologues à penser qu'ils avaient été produits par le même groupe).
On connaît vingt-huit sites de production de pointes de Cheddar en Angleterre et au pays de Galles. En revanche aucun n'a été découvert jusqu'à présent en Écosse ni en Irlande, régions dont on pense qu'elles n'ont été colonisées par les humains que plus tard. De nombreux sites sont des grottes mais il y a des indices de plus en plus nombreux d'activité à l'air libre et qui montrent que les sources de silex étaient sélectionnées et que les outils pouvaient voyager à plus de 150 kilomètres de leur lieu de production. Une partie du silex de Gough's Cave provient du Val de Pewsey dans le Wiltshire, tandis que coquillages de provenance non locale et ambre des côtes de la mer du Nord indiquent également une population hautement mobile.
Ces éléments corroborent ce que l'on a appris des cultures magdaléniennes ailleurs en Europe et suggèrent que l'échange de biens et l'envoi d'expéditions spécialisées à la recherche de matières premières ont pu être pratiqués. L'analyse du débitage sur les sites d'occupation suggère que les nodules de silex étaient débités à la source et que ce sont les lames, plus légères, qui étaient transportées par les groupes creswelliens comme pour des « boîtes à outils », de façon à réduire le poids transporté.
Les gibiers préférés des chasseurs creswelliens étaient le cheval sauvage (Equus ferus) ou le cerf (Cervus elaphus), en fonction probablement de la saison, même si le lièvre arctique, le renne, le mammouth, le saïga, l'auroch, l'ours brun, le lynx, le renard polaire et le loup étaient aussi consommés.
On a trouvé dans la grotte de Gough des ossements fossiles très fragmentés et porteurs de marques qui suggèrent des actions de dépeçage, de démembrement, de découpe des chairs et d'extraction de moëlle. Les fouilles de 1986-1987 ont relevé que s'y trouvaient mêlés des restes humains et animaux, sans disposition ou arrangement particulier des ossements humains. Ceux-ci montrent en outre les signes des mêmes traitements que les os d'animaux. Ces constats ont été interprétés dans le sens d'un cannibalisme alimentaire. Toutefois de légères différences avec d'autres sites dans le traitement des crânes laissent ouverte la possibilité d'éléments de cannibalisme rituel.